# Andreina Pagnani
Andreina Gentili connue sous le nom d'Andreina Pagnani (née le 24 novembre 1906 à Rome et morte dans la même ville le 22 novembre 1981) était une actrice italienne de cinéma et de théâtre, également active dans le doublage.

## Biographie
Née à Rome, Andreina Gentili étudie la harpe et le piano, puis elle se consacre au théâtre et intègre les compagnies  Artistica Operaia et  Giovanni Emanuel.
En 1927, elle épouse l'aviateur Federico Franco Pagnani, décédé en 1933 dans un accident d'avion.
Andreina Pagnani devient une primadonna du théâtre italien, travaillant entre autres avec Totò, Gino Cervi, Gabriele Ferzetti et Lauretta Masiero.
Elle fait ses débuts au cinéma en 1924, dans le film muet L'osteria di Mozzadita.
Son activité dans le cinéma a été longue mais très irrégulière et consistant à interpréter des seconds rôles. 
Elle a acquis une grande popularité aux côtés de Gino Cervi en interprétant le rôle de Madame Maigret dans une série de la télévision italienne sur le « commissaire Maigret » ,Le inchieste del commissario Maigret, diffusée par la RAI de 1964 à 1972.
Sa diction douce et fluide en fait la doublure parfaite de grandes vedettes du cinéma telles que Bette Davis et Marlene Dietrich. Elle fut l'interprète de nombreux spectacles théâtraux.

## Filmographie
- 1931 : Patatrac, de Gennaro Righelli
- 1933 : Acqua cheta, de Gero Zambuto
- 1933 : Il presidente della Ba. Ce. Cre. Mi., de Gennaro Righelli
- 1933 : La maestrina, de Guido Brignone
- 1934 : Quella vecchia canaglia, de Carlo Ludovico Bragaglia
- 1935 : Il serpente a sonagli, de Raffaello Matarazzo
- 1941 : L'orizzonte dipinto, de Guido Salvini
- 1943 : Apparizione, de Jean de Limur
- 1948 : Les Misérables, de Riccardo Freda
- 1955 : Il padrone sono me, de Franco Brusati
- 1958 : Domenica è sempre domenica, de Camillo Mastrocinque
- 1960 : Les Plaisirs du samedi soir (I piaceri del sabato notte) de Daniele D'Anza
- 1960 : Les Pilules d'Hercule (Le pillole di Ercole), de Luciano Salce
- 1961 : Gli attendenti, de Giorgio Bianchi
- 1961 : Il giudizio universale, de Vittorio De Sica
- 1963 : Il comandante, de Paolo Heusch
- 1967 : I due vigili, de Giuseppe Orlandini

## Télévision
- Le inchieste del commissario Maigret, Série télévisée (1964-1972)